# Burnout Dominator
Burnout Dominator és un videojoc de la saga Burnout. Va ser anunciat el 5 de desembre del 2006, només es va llançar per PlayStation 2 i PlayStation Portable. El videojoc conté la mateixa jugabilitat dels videojocs de la saga, en què els jugadors hauran d'anar a la màxima velocitat en dotzenes d'esdeveniments del World Tour realitzant tècniques de conducció (això no obstant, GameSpot va confirmar que no seria disponible el Mode Crash).

## Llista de pistes
Burnout Dominator es compon de 12 pistes diferents, en 8 llocs diferents, totes basades en localitzacions reals del món. Cada pista es pot fer en els dos sentits. Hi ha més pistes que poden ser descarregades per la versió de PlayStation Portable, en l'opció Burnout HQ.
| Lloc            | Nom de pista                                                  | Variacions                      |
| Europa          | Toscana: Florència/Aria/Toscana)                              | Toscana Hills Tuscan View       |
| Europa          | Autobahn: Wuppertal/Berlín/Frankfurt                          | Autobahn Autobahn Loop          |
| Àsia            | Bushido Mountain: Osaka/Kyoto/Himeji                          | Bushido Peak Bushido Valley     |
| Àsia            | Spiritual City: Kuala Lumpur                                  | Spiritual Gate Spiritual Towers |
| EUA             | Ocean Drive: Carmel/Monterey, Califòrnia/Big Sur              | Ocean Drive                     |
| EUA             | Steel Town: Pittsburgh                                        | Steel Town Works                |
| EUA             | Glacier Falls: Rocky Mountain National Park/Boulder, Colorado | Glacier Falls                   |
| EUA             | Black Gold: Austin                                            | Black Gold Highway              |
| Amèrica del Sud | Carnival City: Rio de Janeiro                                 | Carnival Point (només per PSP)  |
| Europa de l'est | Red Gate: Moscou, Rússia                                      | Red Gate (només per PSP)        |

## Banda sonora
- ¡Forward, Russia! - Nine
- Alice in Chains - Would
- Army of Anyone - It Doesn't Seem to Matter
- Army of Me - Going Through Changes
- Avril Lavigne - Girlfriend (en quatre versions: anglès, espanyol, japonès i xinès mandarí)
- B'z - Friction
- Brand New - The Archers Bows Have Broken
- Bromheads Jacket - Fight Music for the Fight
- Dead IDentities - Long Way Out
- Earl Greyhound - S.O.S
- Filter - Hey Man, Nice Shot (Big Mac Mix)
- Hot Hot Heat - Give Up?
- Jane's Addiction - Stop
- Killswitch Engage - My Curse
- LCD Soundsystem - Us V. Them
- Lifetime - Haircuts and T-Shirts
- Make Good Your Escape - Beautiful Ruin
- Maxeen - Block Out The World
- N.E.R.D - RockStar (Jason Nevins Remix)
- Saosin - Collapse
- Senses Fail - Calling All Cars (song)
- Shadows Fall - Burning the Lives
- Shiny Toy Guns - Le Disko
- Skybombers - It Goes Off
- Sugarcult - Dead Living
- The Confession - Through These Eyes
- The Fratellis - Chelsea Dagger
- The Have - One Step Ahead
- The Photo Atlas - Red Orange Yellow
- The Styles - Glitter Hits (J.J. Puig Mix)
- The Sword - Freya
- Trivium - Anthem (We Are The Fire)
- Wired All Wrong - Lost Angeles